# Новопетрівське (Прилуцький район)
Новопетрі́вське — село в Чернігівській області України. Входить до складу Талалаївської селищної громади. За адміністративним поділом до липня 2020 року село входило до Талалаївського району, а після укрупнення районів входить до Прилуцького району. До 2020 року було підпорядковане Поповичківській сільській раді. Населення — 91 особа, площа — 5,311 км².